# 月がきれい (バンド)
月がきれい（つきがきれい）は、1998年に結成された日本のロックバンド。

## 経歴
前身バンド時代は5人編成だったが、2017年9月にリーダー木村健志を中心として再結成。同時に自主レーベル「クロウホップレコーズ」設立。
ドラムの金澤がオーガナイズする2018年3月、苫小牧音楽イベント「音とリズムと笑顔の集い」メインアクトとして参加。それ以降第3回までヘッドライナーとして出演し、延べ1000人以上の来場者を集める。
2019年8月 苫小牧野外音楽フェス 『活性の火2019』に出演 1日目晴天祈願ステージのトリを務める
その後も苫小牧ケーブルテレビ『シャイポール久保田のサウンドエクスパッション』や、室蘭コミュニティラジオFMびゆー『ミュージックコネクション』出演など苫小牧・室蘭を中心にイベントやライブで活動をしている。
2020年ミニアルバム『the moon is beautiful』リリース。Amazon DOD CDチャートで週間17位を記録する。その後もボーカロイドをフューチャーした楽曲『ポケットの中は』『サークルチェンジ』を配信開始。

## メンバー
木村 健志（きむら けんじ）
- ボーカルとギターを担当。
- ソロユニットPocketとして弾き語りやリトミックを育児サークル主催のイベント、カフェ・ライブハウス等で活動している。
- 2008年インディーズ着うたサイト「レッドカーペット」でソロ楽曲『ＬＥＮＺ』が第2クールで1位を獲得。
- 2008年4月BDSレコーズよりシュガーフィールズマスタリングによるミニアルバム『POCKET』発売。
- 2010年2月音楽配信サイトMUSIC TREEにおいて音楽賞であるイシバシ賞を受賞する。
- 2013年「彩倫」短編自主映画サントラコンペで『ツーストライクスリーボール』が最優秀賞を受賞する。
- 2019年1月、2作目のミニアルバム『catch ball』配信リリース。
- 登別野外イベント「のぼりフェス」の実行委員や幼児リトミックインストラクター、音楽ボランティアグループ「andante」としても活動中。。

坂東 顕一（ばんどう けんいち）
- ベースを担当。

金澤 雅宏（かなざわ まさひろ）
- ドラムを担当。

## ディスコグラフィー

### 配信シングル
- 2019年『サークルチェンジ』
- 2020年『ポケットの中は』

### 配信ミニアルバム
|     | 発売日 | タイトル              | 収録曲 |
| --- | ------ | --------------------- | --- |
| 1st | 2020年 | the moon is beautiful | 1. サークルチェンジ（TVMIX） 2. 薬があれば（TVMIX） 3. ポケットの中は（TVMIX） 4. 遠い星（Live at ELLCUBE tomakomai 2019） |

### 配信ライブアルバム
- 2021年『Live at ELLCUBE 2020.8.23 [ライブ]月がきれい』
- 2022年『月がきれい　Live at Tomakomai city 2021』
- 2023年『月がきれい　アコースティックライブ』
- 2024年『月がきれい　Live at Muroran Solist』

### コラボアルバム
- 2025年『月とミク』※ボーカロイド初音ミクフューチャリング

## ライブ
- 苫小牧音楽イベント『第一回音とリズムと笑顔のつどい』（2018年3月11日）
- 苫小牧ELLCUBEイベントGRAND BUDAPEST(2018年10月6日)
- 苫小牧エルキューブLiveサーキット(2019年2月11日)
- 苫小牧音楽イベント『第二回音とリズムと笑顔のつどい』（2019年3月10日）
- 苫小牧ELLCUBEイベントGRAND BUDAPEST(2019年5月26日)
- 苫小牧市美原町夏祭り（2019年7月10日）
- 苫小牧音楽フェス　活性の火.19（2019年8月24日）
- 苫小牧音楽イベント『第三回音とリズムと笑顔のつどい』（2019年10月6日）
- 室蘭ソリストAcoustic Pal  (2019年10月26日)
- 苫小牧エルキューブ配信ライブ『grand Budapest』（2020年8月23日）
- 室蘭ソリストAcoustic Pal vol.66 (2021年3月28日)
- 苫小牧エルキューブ配信ライブ『ドライブ剃込！！』(2021年6月13日)
- 苫小牧ELLCUBE月がきれい×ELLCUBE共同企画LIVE IN TOMAKOMAI CITY(2021年11月20日)
- 札幌ESPホール　サウンドバトル(2022年8月28日)
- 苫小牧ELLCUBE LIVE IN TOMAKOMAI CITY(2023年5月14日)
- 室蘭ソリスト　andanteプレゼンツENJOY FULLY(2024年10月13日)